# Les Archers
Les Archers est le neuvième tome de la série de bande dessinée Thorgal, dont le scénario a été écrit par Jean Van Hamme et les dessins réalisés par Grzegorz Rosiński.

## Synopsis
Lors d'un voyage en pleine mer, luttant contre la tempête, la barque de Thorgal rencontre celle de Tjall-le-fougueux, un jeune homme un peu naïf et maladroit. Leurs barques se brisent contre une falaise mais les deux hommes survivent. Tjall emmène Thorgal voir son oncle, un vieil homme prénommé Pied d'Arbre qui s'est établi dans une des galeries de la falaise. Pied d'Arbre fabrique toutes sortes de flèches, et Tjall annonce à Thorgal que lui et son oncle comptent participer à un concours de tir à l'arc organisé par le seigneur d'Umbria, et que le gagnant remportera cent marcs d'argent. Mais c'est sans compter la venue inattendue de la redoutable Kriss de Valnor et de son compagnon, Sigwald-le-brûlé...

## Personnages
Dans Les Archers, Thorgal Aegirsson fait la connaissance d'Arghun Pied d'arbre et de Tjall-le-fougueux, personnages qui le suivront dans la suite de la série, mais surtout de la guerrière Kriss de Valnor, une antagoniste récurrente de Thorgal.

## Publications
- Le Lombard, septembre 1985,  (ISBN 2-8036-0515-5)
- Le Lombard, novembre 1993  (ISBN 2-80361-423-5)
- Le Lombard, novembre 1997  (ISBN 2-205-04736-1)
- Le Lombard, avril 1999, édition spécialement réalisé pour McDonald's
- Le Lombard, janvier 2003  (ISBN 2-80361-842-7)
- Le Lombard, septembre 2005  (ISBN 2-80362-129-0)
- Original Watts, janvier 2015, noir et blanc  (ISBN 979-1-09-306305-8)
- Niffle, septembre 2017, intégrales tomes 7 à 12 en noir et blanc, 322 pages  (ISBN 978-2-87393-068-4)

## Réception
Les Archers est considéré par les amateurs de Thorgal comme un des meilleurs albums de la série.

## Récompenses
Les Archers reçoit le Prix Grand Public 1985 de la XVIIe Convention de Paris et le Prix de la presse du festival de Durbuy 1985[réf. nécessaire].